# 欧文宝螺
欧文宝螺（学名：Erronea ovum，舊名），是中腹足目宝螺科的一种。
舊屬宝螺属，今屬拟枣贝属。
主要分布于印度尼西亚、台湾，常栖息在浅海。

## 外形特征
螺层内卷。外唇和内唇有细齿。外套膜薄、二叶型，活著时候几乎完全覆盖贝壳。齿舌纽舌形。